# Aleksandr Sawin
Aleksandr Borisowicz Sawin (ros. Александр Борисович Савин, ur. 1 lipca 1957 w Taganrogu) – radziecki siatkarz, środkowy bloku. Dwukrotny medalista olimpijski.

## Kariera sportowa
W reprezentacji Związku Radzieckiego grał w latach 1975–1986. Oprócz dwóch medali igrzysk olimpijskich – srebra w 1976 i złota w 1980 – sięgnął po trzy medale mistrzostw świata (złoto w 1978 i 1982, srebro w 1986) i sześciokrotnie zostawał mistrzem Europy (1975, 1977, 1979, 1981, 1983, 1985). Był zawodnikiem CSKA, w barwach moskiewskiego klubu trzynaście razy zdobywał tytuł mistrza Związku Radzieckiego (1975–1983, 1985–1988). W 1975, 1977, 1982, 1983 i 1986 zdobywał Puchar Europy.
Pracował jako trener. W 2010 został uhonorowany miejscem w Volleyball Hall of Fame.